# نادي القرضابية
نادي القرضابية الليبي هو أحد أندية كرة القدم في ليبيا ويقع في مدينة سبها، شارك منذ السبعينات، وكانت الأدوار النهائية تقام بنظام المناطق، بحيث يلتقي أبطال المناطق الثلاث في دورة ثلاثية لتحديد هوية بطل الموسم. 
وقد شارك 15 مرة في الدوري الممتاز